# (7056) Kierkegaard
(7056) Kierkegaard ist ein Asteroid des Hauptgürtels, der am 26. September 1989 vom belgischen Astronomen Eric Walter Elst am La-Silla-Observatorium (Sternwarten-Code 809) der Europäischen Südsternwarte in Chile entdeckt wurde.
Der Asteroid wurde am 24. Dezember 1996 nach dem dänischen Philosophen, Essayisten, Theologen und religiösen Schriftsteller Søren Kierkegaard (1813–1855) benannt, der vielfach als Wegbereiter der Existenzphilosophie oder gar als deren erster Vertreter aufgefasst wird.
Der Himmelskörper ist Mitglied der Agnia-Familie nach (847) Agnia.